# Charles Marion Russell
Charles Marion Russell, noto anche come C. M. Russell, Charlie Russell o "Kid" Russell (Saint Louis, 19 marzo 1864 – Great Falls, 24 ottobre 1926), è stato un artista del vecchio West.
Russell creò oltre 2000 dipinti di cowboy, indiani e paesaggi degli Stati Uniti d'America occidentali e dell'Alberta (Canada) oltre a sculture in bronzo. Noto come 'l'artista cowboy', Russell fu anche uno scrittore. Il C. M. Russell Museum Complex situato a Great Falls (Montana) ospita oltre 2000 opere, oggetti personali e manufatti di Russell.
Il murale di Russell intitolato Lewis and Clark Meeting the Flathead Indians è esposto nel campidoglio di Helena (Montana). Il dipinto del 1918 intitolato Piegans fu venduto per 5,6 milioni di dollari ad un'asta nel 2005.

## Gioventù

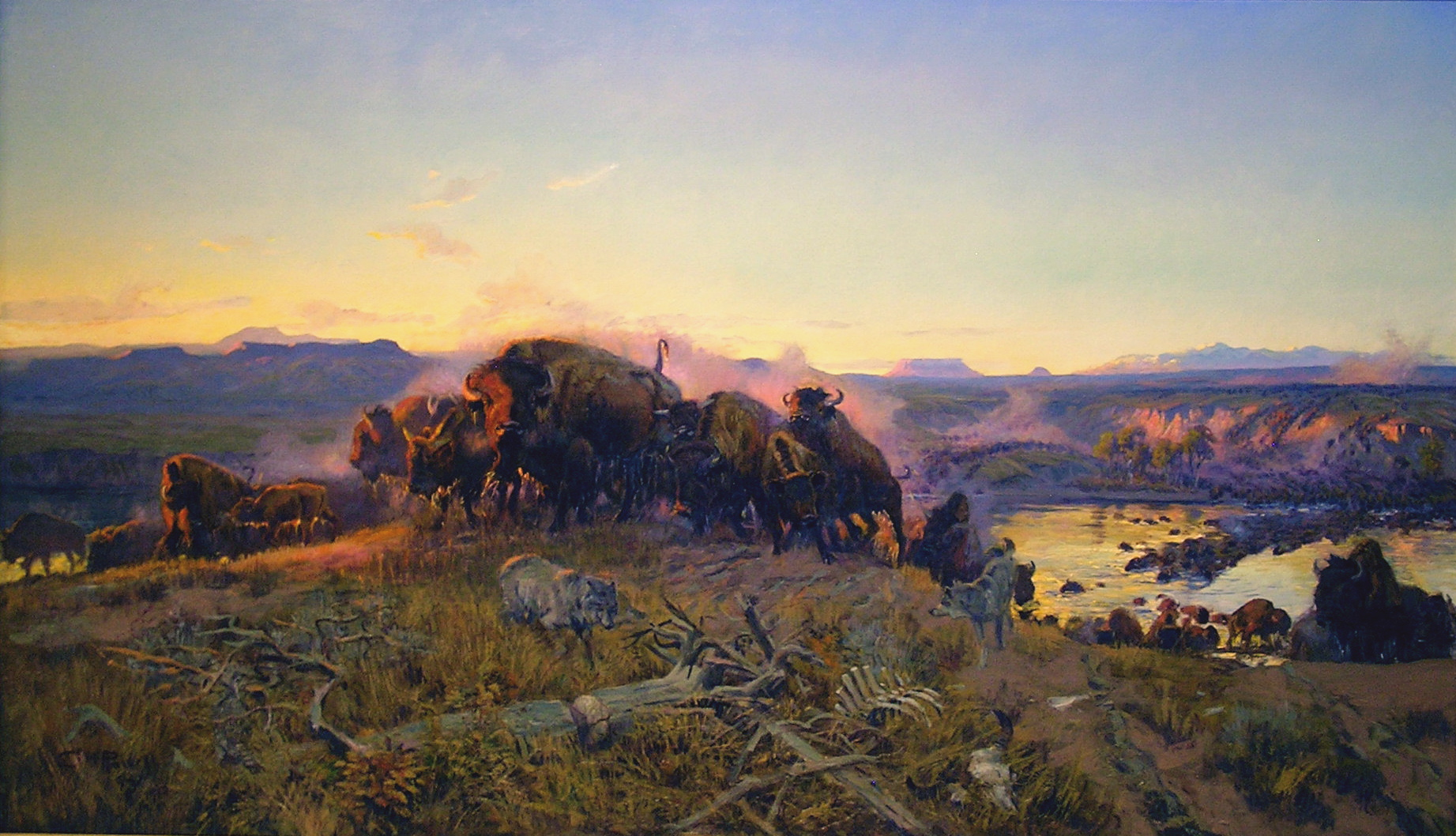
When The Land Belonged to God, copia esposta per molti anni nel Senato del Montana

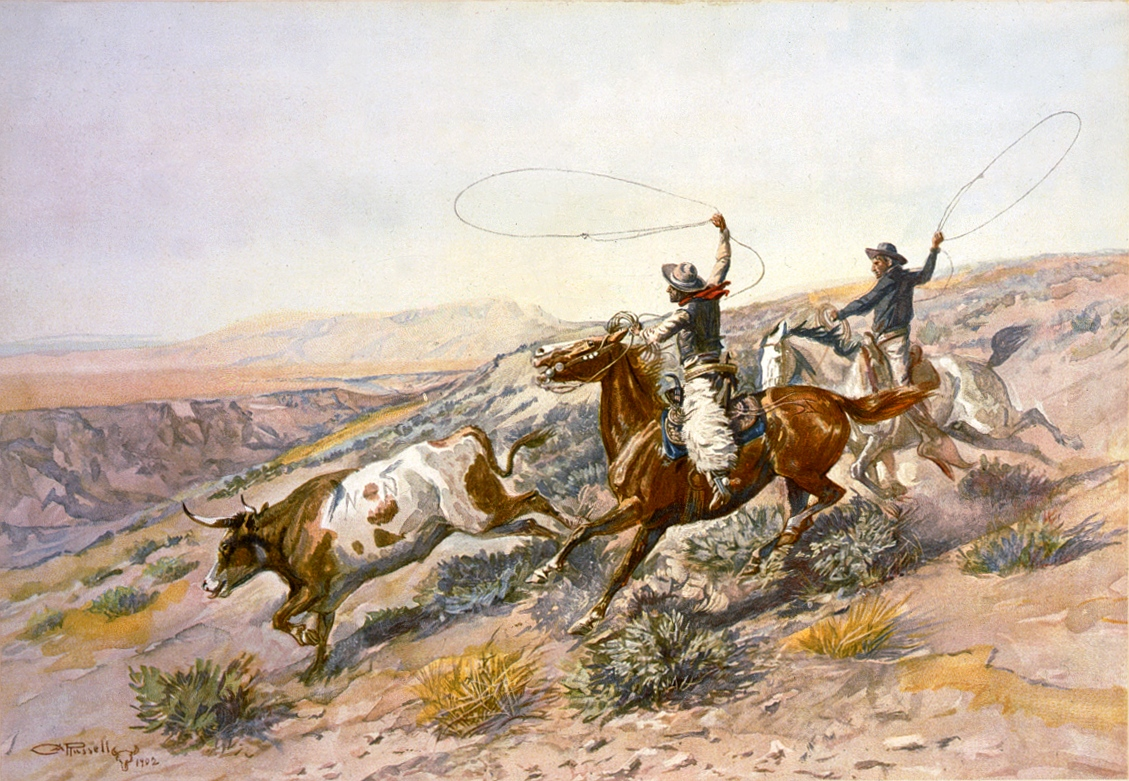
Buccaroos

L'arte ha sempre fatto parte della vita di Russell. Crescendo in Missouri, disegnò schizzi e creò figure di animali in argilla. Russell aveva un forte interesse per il selvaggio west ed avrebbe passato ore a leggerne. Russell voleva incontrare esploratori e commercianti di pelli che spesso transitavano dal Missouri. Russell imparò a cavalcare nella Hazel Dell Farm nei pressi di Jerseyville (Illinois) su un famoso cavallo della guerra di secessione americana chiamato "Great Britain". Il suo istruttore era il colonnello William H. Fulkerson, il quale aveva sposato un componente della famiglia di Russell. All'età di 16 anni Russell abbandonò la scuola e si trasferì in Montana per lavorare in un allevamento di pecore.

## Adulto
Russell giunse in Montana nel 1880 all'età di 16 anni. Dopo un fallimentare lavoro nell'allevamento di pecore, si unì ad un cacciatore di nome Jake Hoover, il quale possedeva un ranch nella contea di Judith Basin e da cui Russell imparò molto sullo stile di vita dell'ovest. I due uomini rimasero amici per tutta la vita. Dopo una breve visita alla propria famiglia nel 1882, tornò in Montana dove rimase per il resto della vita. Lavorò come cowboy per molti datori di lavoro, e documentò il rigido inverno del 1886-1887 con numerosi acquerelli. Russell stava lavorando allo O-H Ranch nella contea di Judith Basin in Montana centrale quando il caposquadra ricevette una lettera dal proprietario, il quale gli chiedeva come il bestiame aveva sopportato l'inverno. Invece di una lettera, il caposquadra inviò un acquerello dipinto da Russell delle dimensioni di una cartolina, raffigurante un magro manzo guardato dai lupi sotto un cielo grigio. Il proprietario mostrò la cartolina agli amici ed ai colleghi e decise di esporla nella vetrina di un negozio di Helena (Montana). Dopo questa cosa il lavoro per l'artista divenne costante. La didascalia scritta da Russell sullo schizzo, "In attesa di un Chinook" (Waiting for a Chinook), divenne il titolo dell'opera, e in seguito Russell ne creò una versione più dettagliata che rimane una delle sue migliori opere.
All'inizio del 1888 Russell passò un periodo vivendo tra i Blood Indians, una tribù dei Blackfoot. Si crede che molta della sua dettagliata conoscenza degli indiani provenga da questo periodo. Dopo il ritorno tra i bianchi nel 1889 trovò la contea di Judith Basin piena di coloni, per cui vi lavorò per un paio di anni prima di insediarsi nella zona di Great Falls (Montana) nel 1892, nel tentativo di guadagnarsi da vivere come artista.
Nel 1896 Russell sposò Nancy, quando lui aveva 32 anni e lei 18. Nel 1897 si trasferirono dalla piccola comunità di Cascade al vivace capoluogo di contea di Great Falls, dove Russell passò la maggior parte del resto della sua vita. Qui Russell continuò a creare opere, diventando una celebrità locale e guadagnandosi i complimenti della critica di tutto il mondo. Dato che Russell non era in grado di vendere con profitto le proprie opere, fu Nancy a rendere Russell un artista noto internazionalmente. Organizzò molte mostre in tutti gli Stati Uniti ed a Londra, trovandogli molti stimatori.
Nel 1913 Russell dipinse Wild Horse Hunters che raffigura cacciatori nell'atto di catturare cavalli selvaggi, con ogni mandria dominata da uno stallone. Utilizzava moltissimi colori per raffigurare i paesaggi di montagna. Russell giunse sulla scena culturale in un periodo in cui il "selvaggio west" era stato raccontato e venduto al pubblico in molte forme, dalle dime novel agli spettacoli, per poi finire anche sugli schermi cinematografici. Russell era appassionato di queste forme di arte popolare e fece molte amicizie tra i collezionisti delle sue opere, compresi gli attori e produttori William S. Hart, Harry Carey, Will Rogers e Douglas Fairbanks. Russell tenne relazioni anche con altri artisti del suo genere, compresi i pittori Edgar Samuel Paxson, Edward "Ed" Borein e l'illustratore Will Crawford.
Il giorno del funerale di Russell nel 1926 furono chiuse le scuole di Great Falls per permettere ai bambini di partecipare alla processione. La bara di Russell fu inserita in una teca di vetro e trasportata da quattro cavalli neri.
Una serie di racconti brevi intitolata Trails Plowed Under fu pubblicata un anno dopo la sua morte. Nel 1929 Nancy Russell pubblicò una collezione di lettere di Charlie intitolata Good Medicine.

## Opere di Charles Marion Russell

Ritratti di Charles Marion Russell
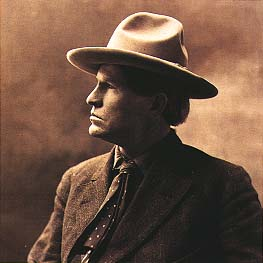
Charles Marion Russell
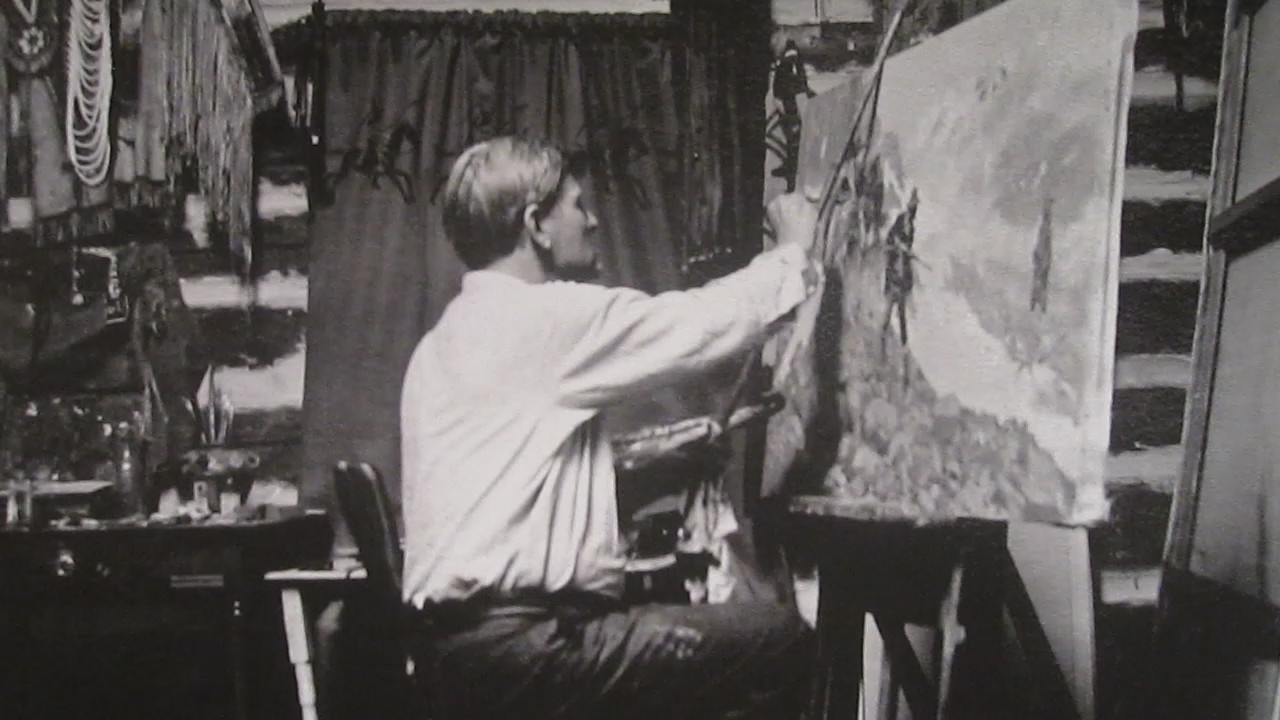
Russell all'opera nel suo studio di Great Falls
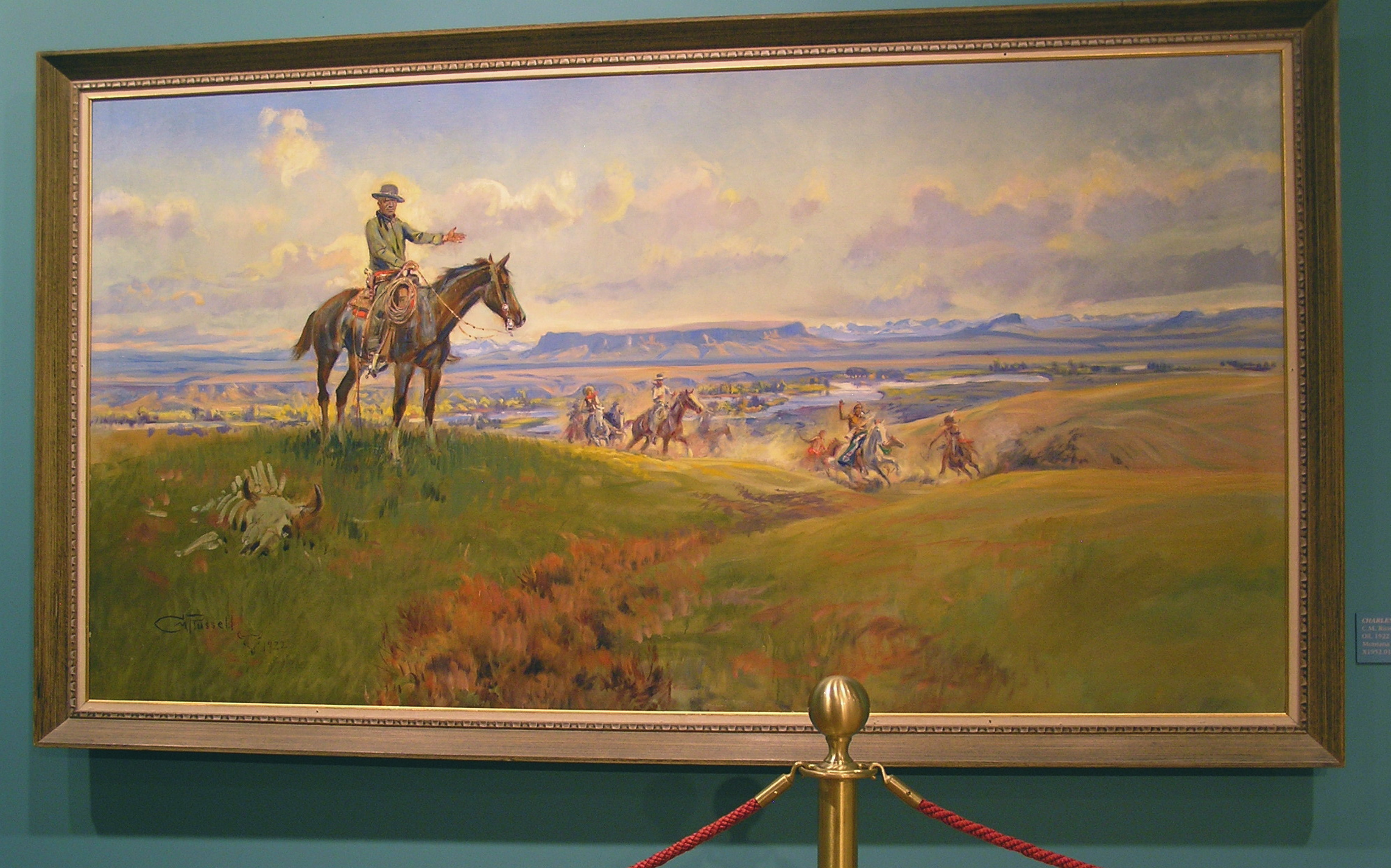
"C.M.Russell and his friends". Dettaglio dell'immagine usata per il francobollo del Montana del 1989
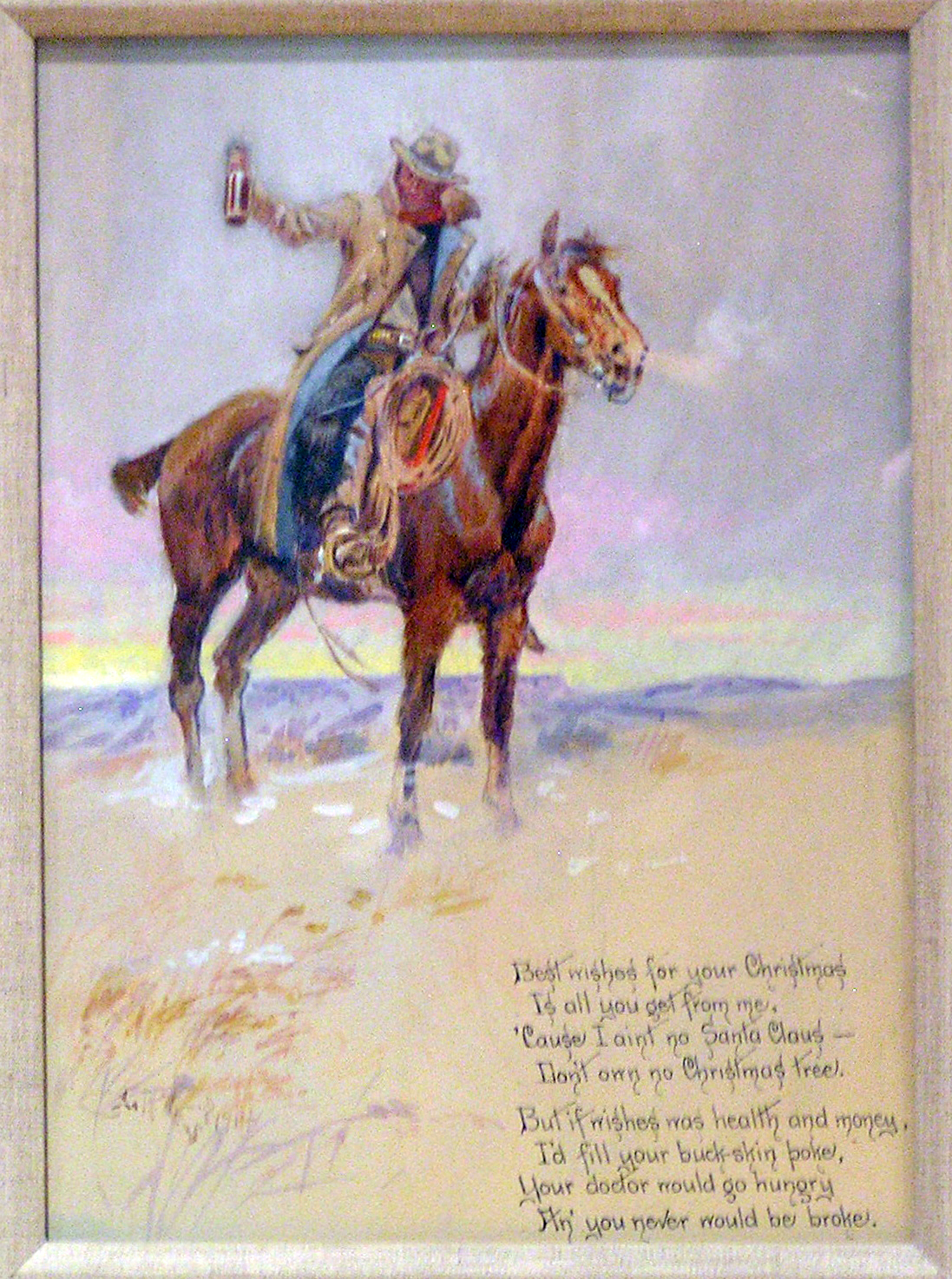
Autoritratto con auguri di natale
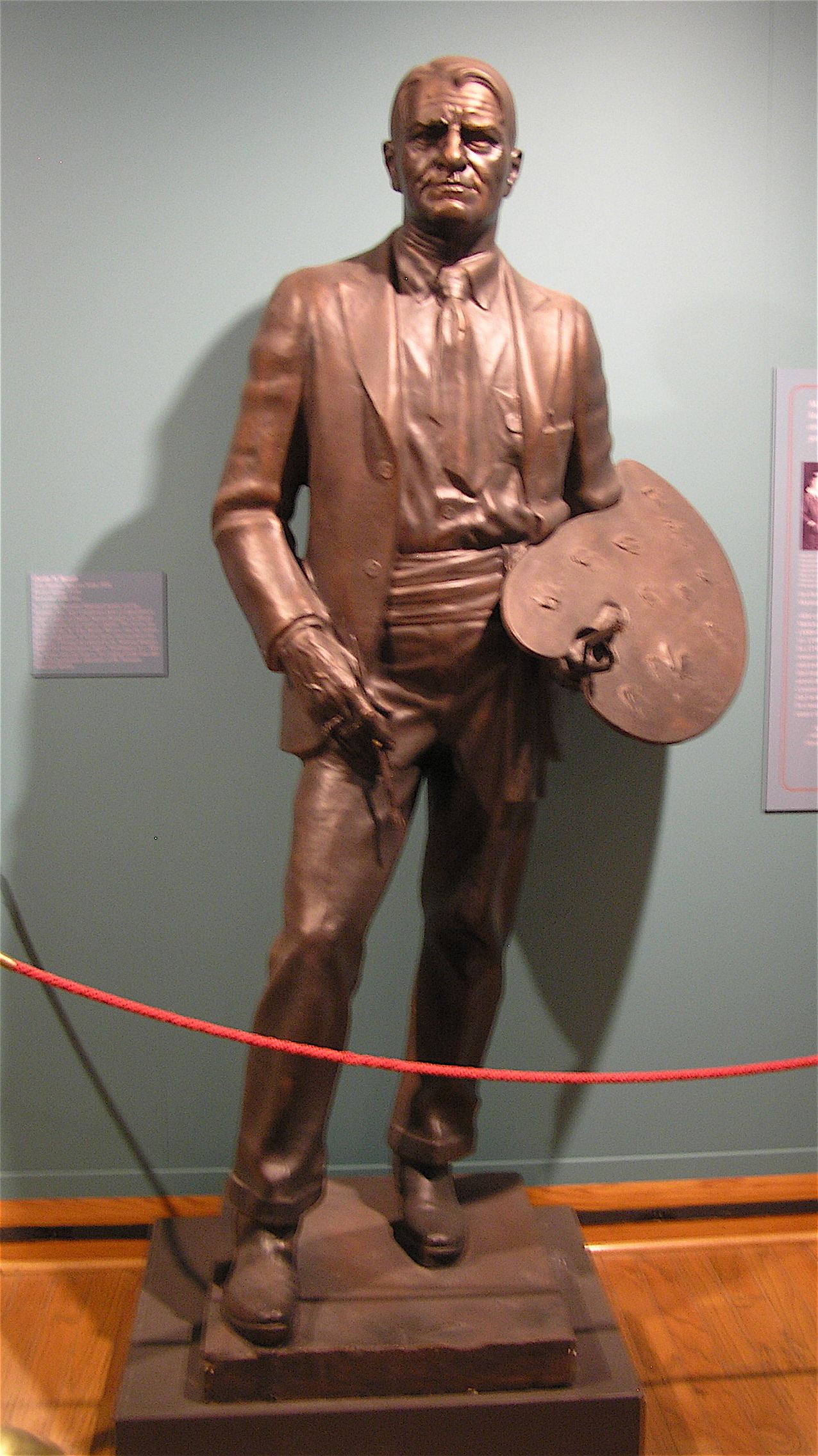
Statua di C.M. Russell ad Helena, Montana. Identiche statue in bronzo si trovano nella Sala delle Statue e nella mostra MacKay Gallery of Russell Art, Montana Historical Society, Helena.

## Tributi

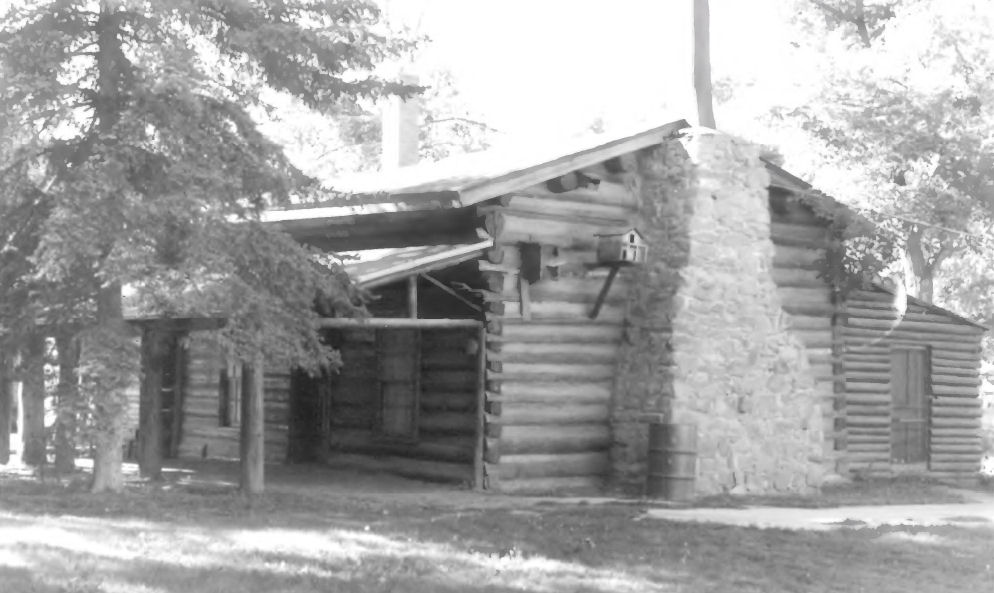
Studio di Russell a Great Falls, Montana. Conservato ed oggi parte del C.M. Russell Museum

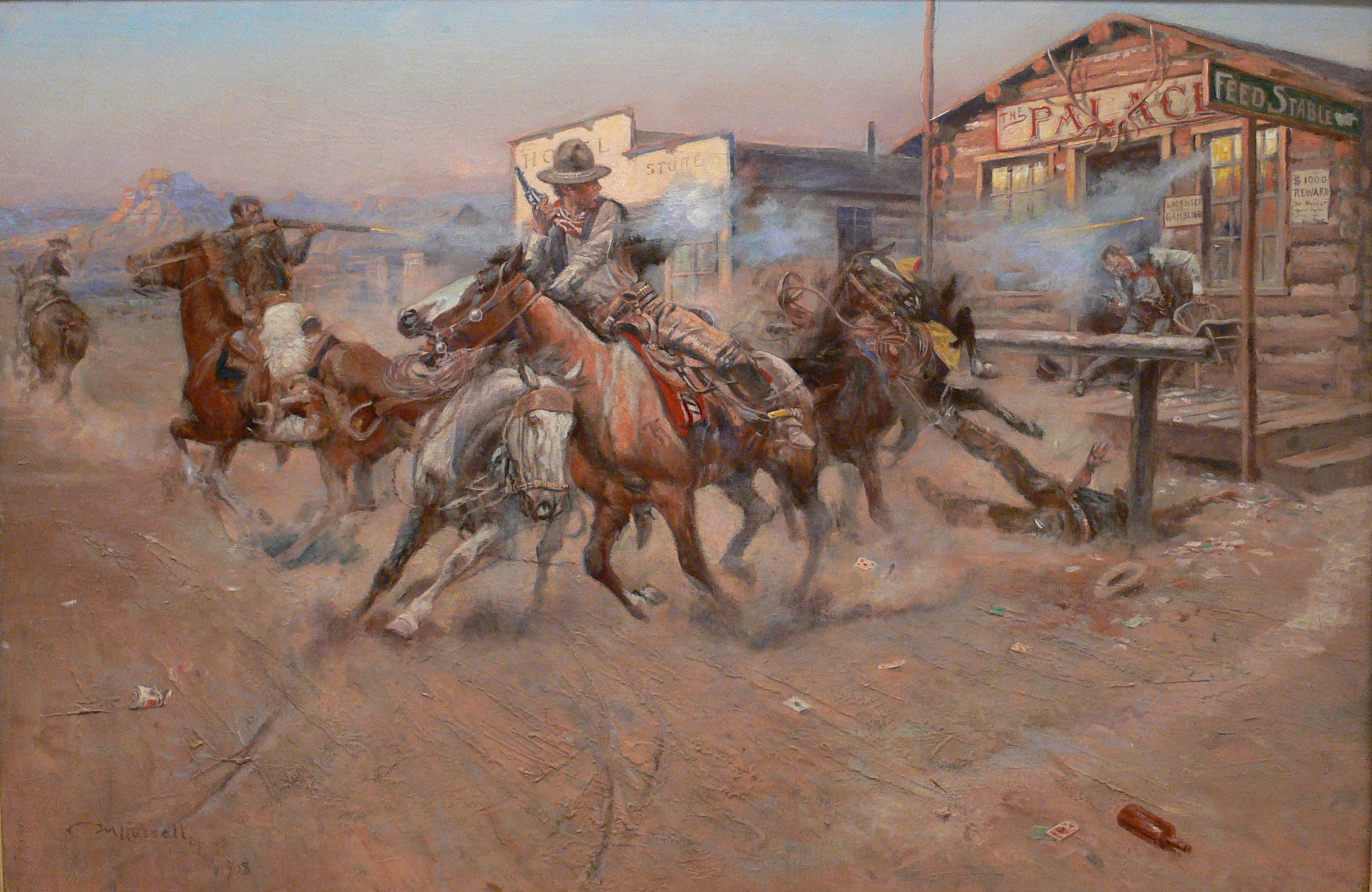
Fumo di una .45

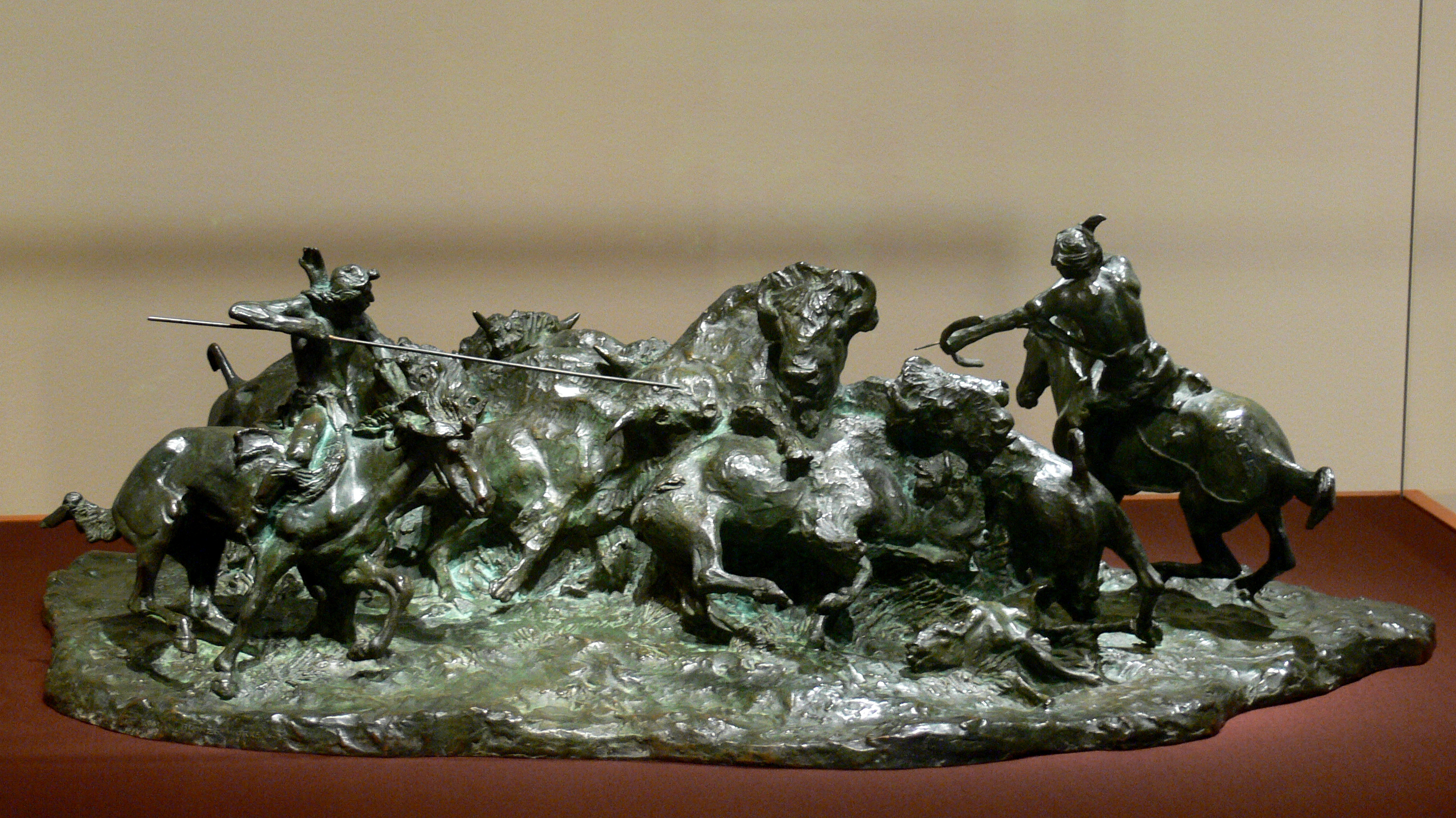
Scultura in bronzo "Meat for Wild Men", raffigurante la caccia al bisonte

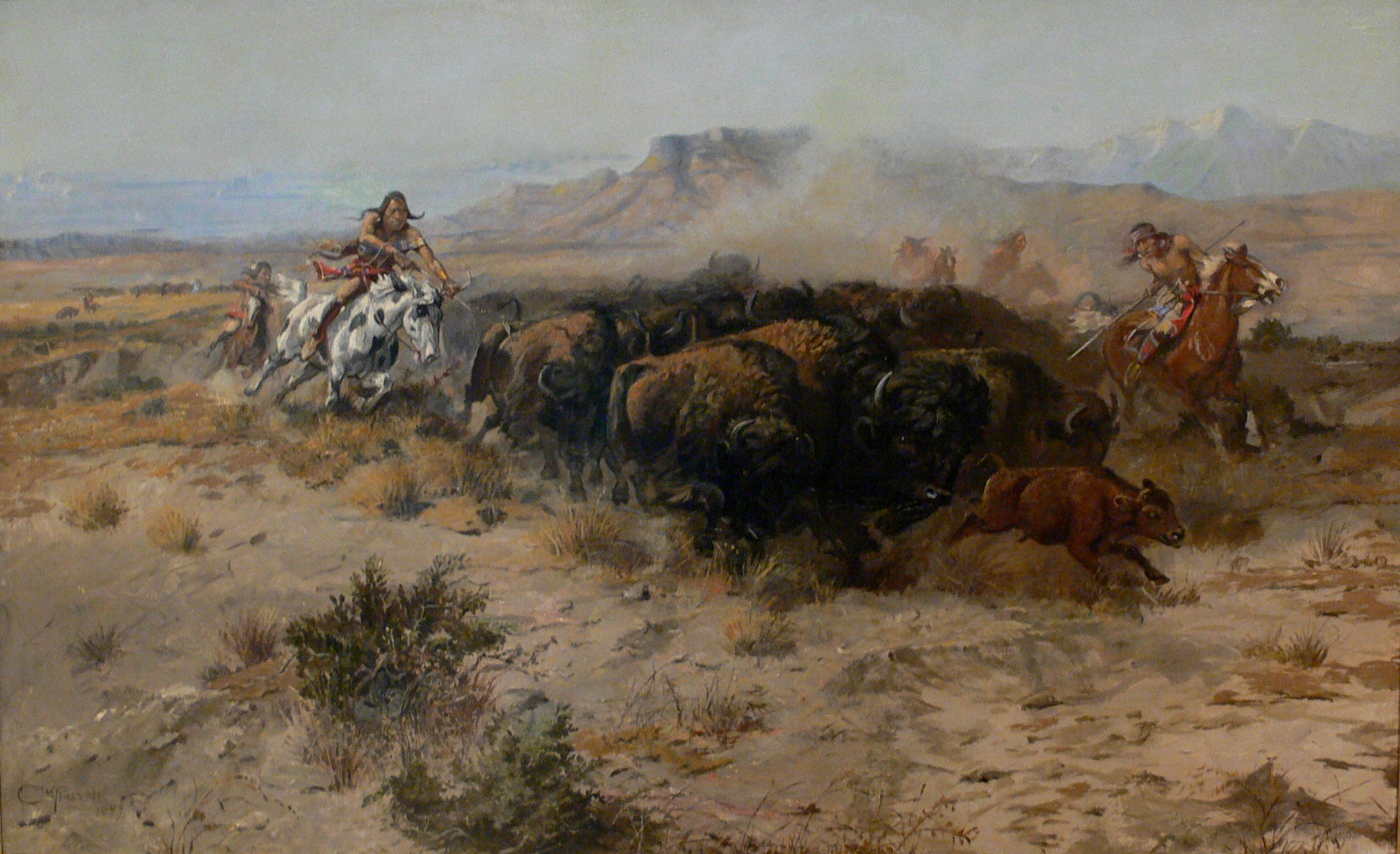
The Buffalo Hunt, 1899, Amon Carter Museum, Fort Worth

Molti dipinti e statue in bronzo di Russell sono esposti all'interno dell'Amon Carter Museum di Fort Worth in Texas, assieme alle opere di molti famosi artisti del west come Frederic Remington. Altre famose mostre di Russell si trovano nel museo della Montana Historical Society ad Helena, al C.M. Russell Museum di Great Falls ed al Rockwell Museum di Corning (New York).
Assieme a Jeannette Rankin, primo membro femminile del Congresso degli Stati Uniti d'America, Russell rappresenta il Montana nella Sala delle Statue del Campidoglio (Washington).
Nel 1960 fu costruita la scuola elementare Charles M. Russell a Missoula. L'album di Ian Tyson del 1987, Cowboyography, contiene una canzone intitolata "The Gift" che parla di Russell. Michael Nesmith dei The Monkees ha inciso una canzone intitolata "Laugh Kills Lonesome" ispirata da un famoso dipinto omonimo di Russell. Il cantante nativo Blackfoot Jack Gladstone scrisse una canzone dedicata a Russell ed intitolata "When the Land Belonged to God". La canzone descrive l'omonimo dipinto di Russell.
Nel 1991 Russell fu inserito nella Saint Louis Walk of Fame. Alcuni dei suoi dipinti sono stati mostrati durante i titoli di coda dalla serie televisiva della ABC intitolata Alla conquista del West, con James Arness.
Il Charles M. Russell National Wildlife Refuge prende il nome da Russell, così come una Liberty della seconda guerra mondiale, la SS Charles M. Russell, varata nel 1943 a Portland, Oregon.

## Successo alle aste
Il dipinto Piegans fu venduto nel 2005 per 5,6 milioni di dollari, più del doppio di un'altra sua opera venduta pochi anni prima. Ad un'asta del 2008 il dipinto ad olio The Hold Up (20 Miles to Deadwood) fu venduto per 5,2 milioni di dollari, mentre la sua scultura in bronzo Buffalo Hunt (raffigurante due nativi americani che attaccano un bisonte in corsa) fu venduta per 4,1 milioni. Nel luglio 2009 l'acquerello e guazzo del 1907 The Truce fu venduto per 2,03 milioni ad un anonimo offerente al telefono. La scultura in bronzo del 1911 che misura 45x33 cm intitolata Bronc Twister fu battuta nel 2008 per 805 000 dollari, poco meno della stima pre-asta di 300 000.
Nel luglio 2011 il prezzo delle opere di Russell salì ulteriormente. Il suo dipinto ad olio del 1892 Water for Camp (raffigurante donne indiane che immergono pentole in un torrente) e l'acquerello del 1924 A Dangerous Sport (in cui due cowboy prendono al lazo un puma) furono venduti per circa 
1,5 milioni l'uno.

## Opere famose
Le opere di Russell ritraggono diversi soggetti, tra cui importanti eventi storici e vita quotidiana del west. I suoi lavori sono famosi per la frequenza con cui raffigurava gli eventi visti dal punto di vista dei nativi.

### Vita da cowboy

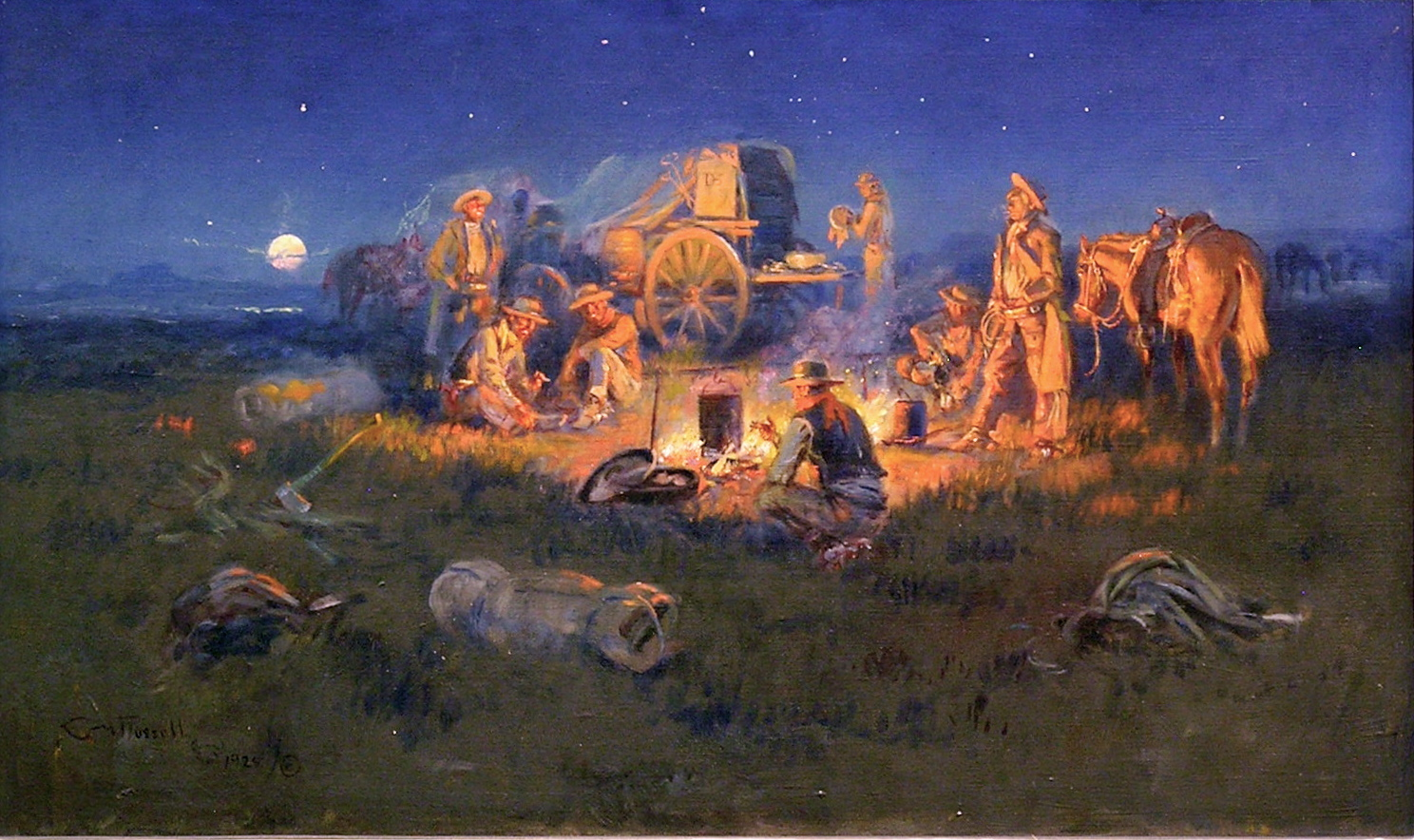
"Laugh Kills Lonesome," olio su tela, 1925. Assieme a "Bronc to Breakfast" e "In Without Knocking," forse i suoi più famosi dipinti di "cowboy".
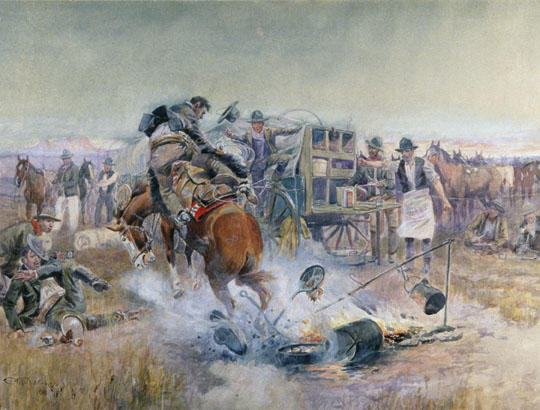
"Bronc to Breakfast", olio, 1908.
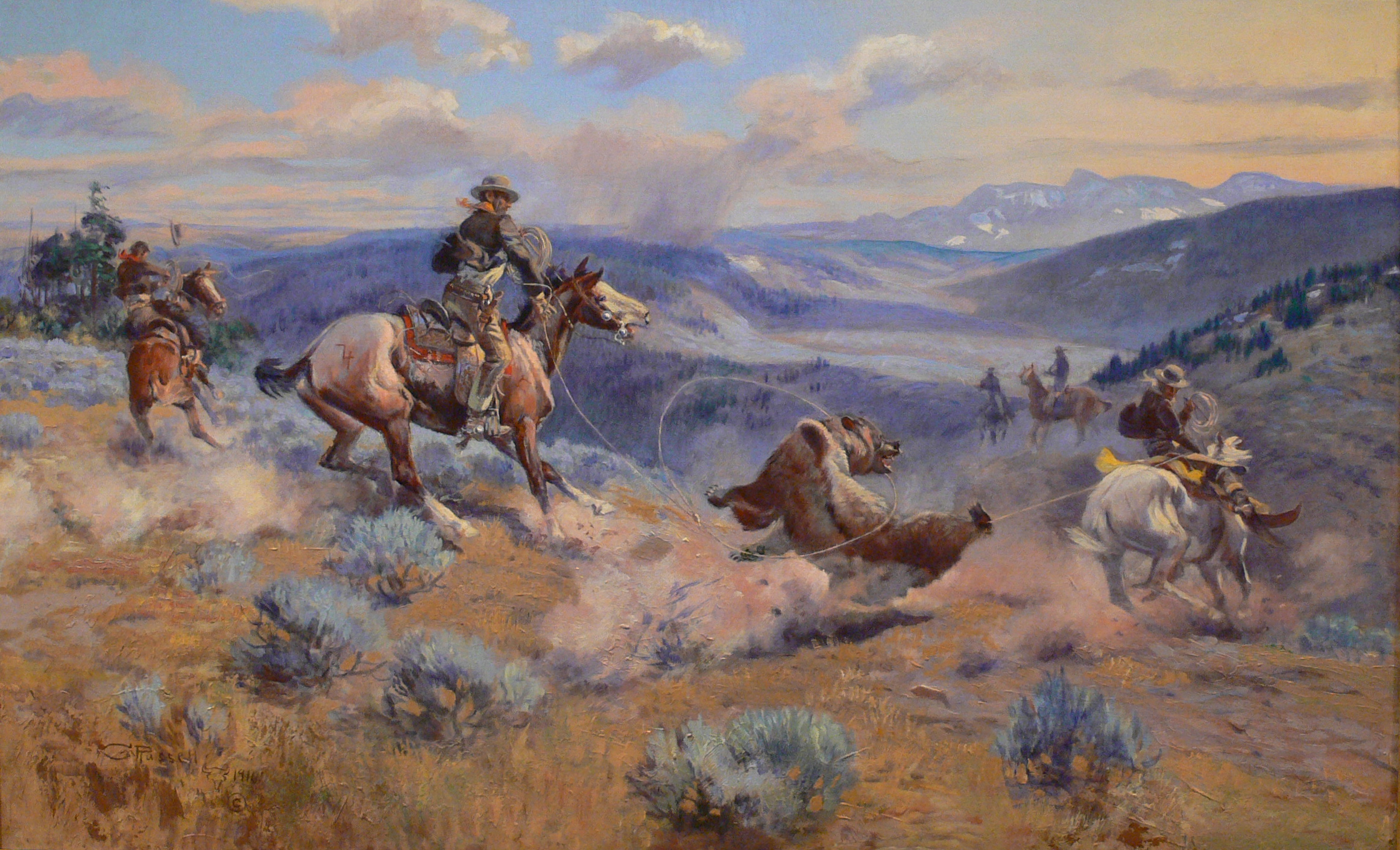
"Loops and Swift Horses are Surer than Lead," 1916
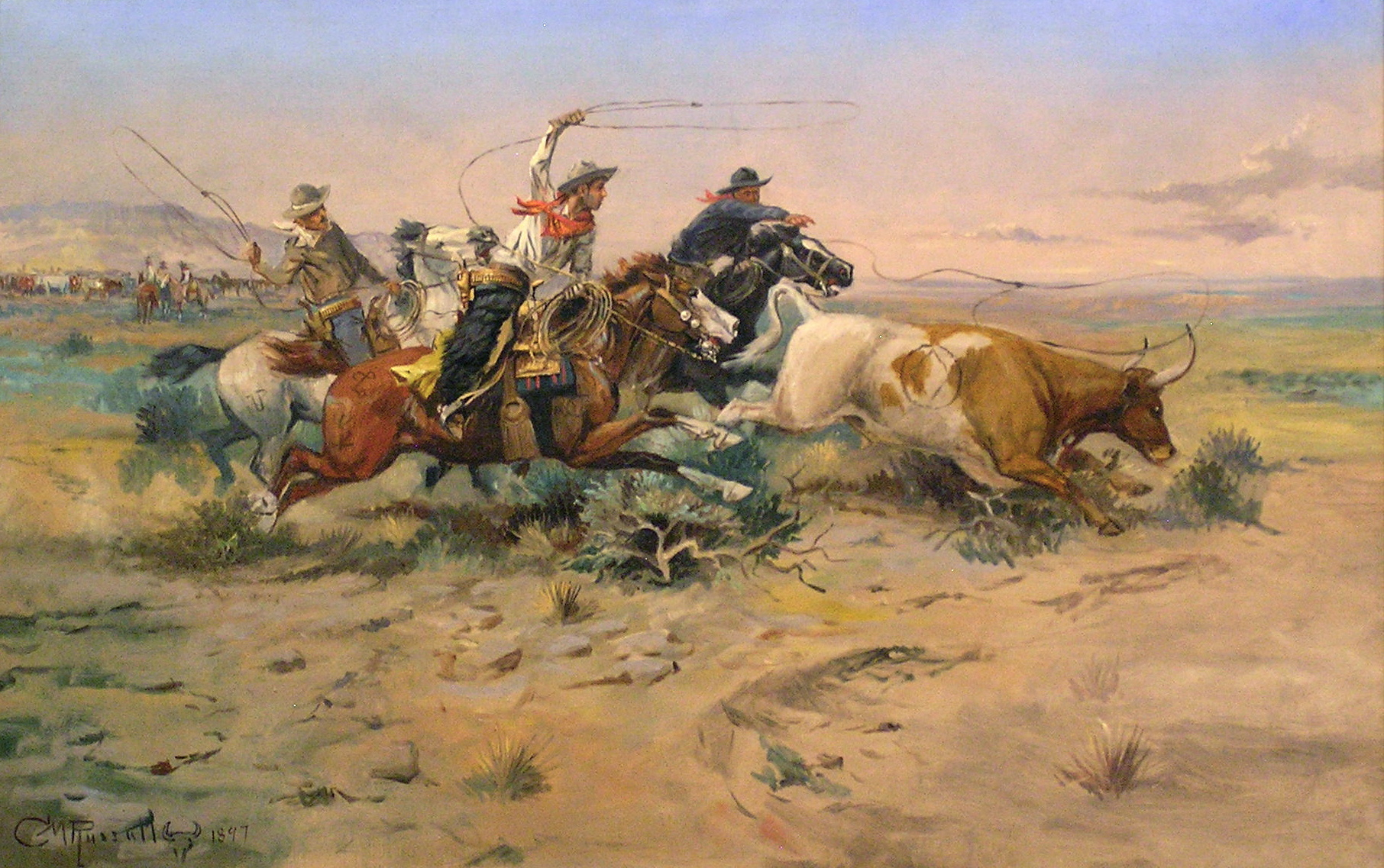
"The Herd Quitter"
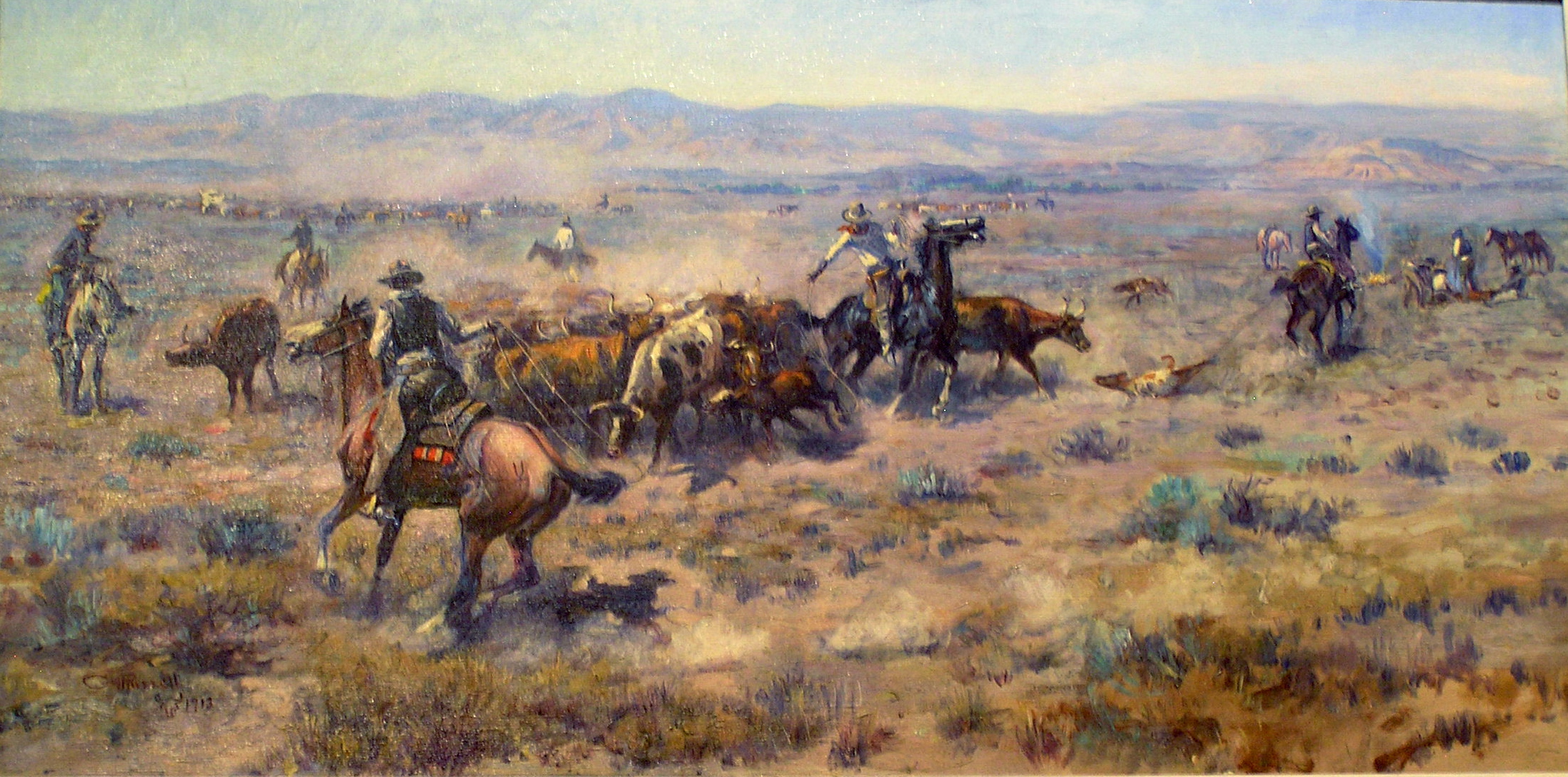
"Roundup #2", olio 1913

### Nativi americani

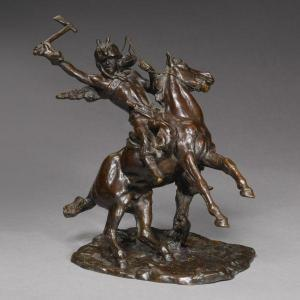
"The Cryer," scultura in bronzo
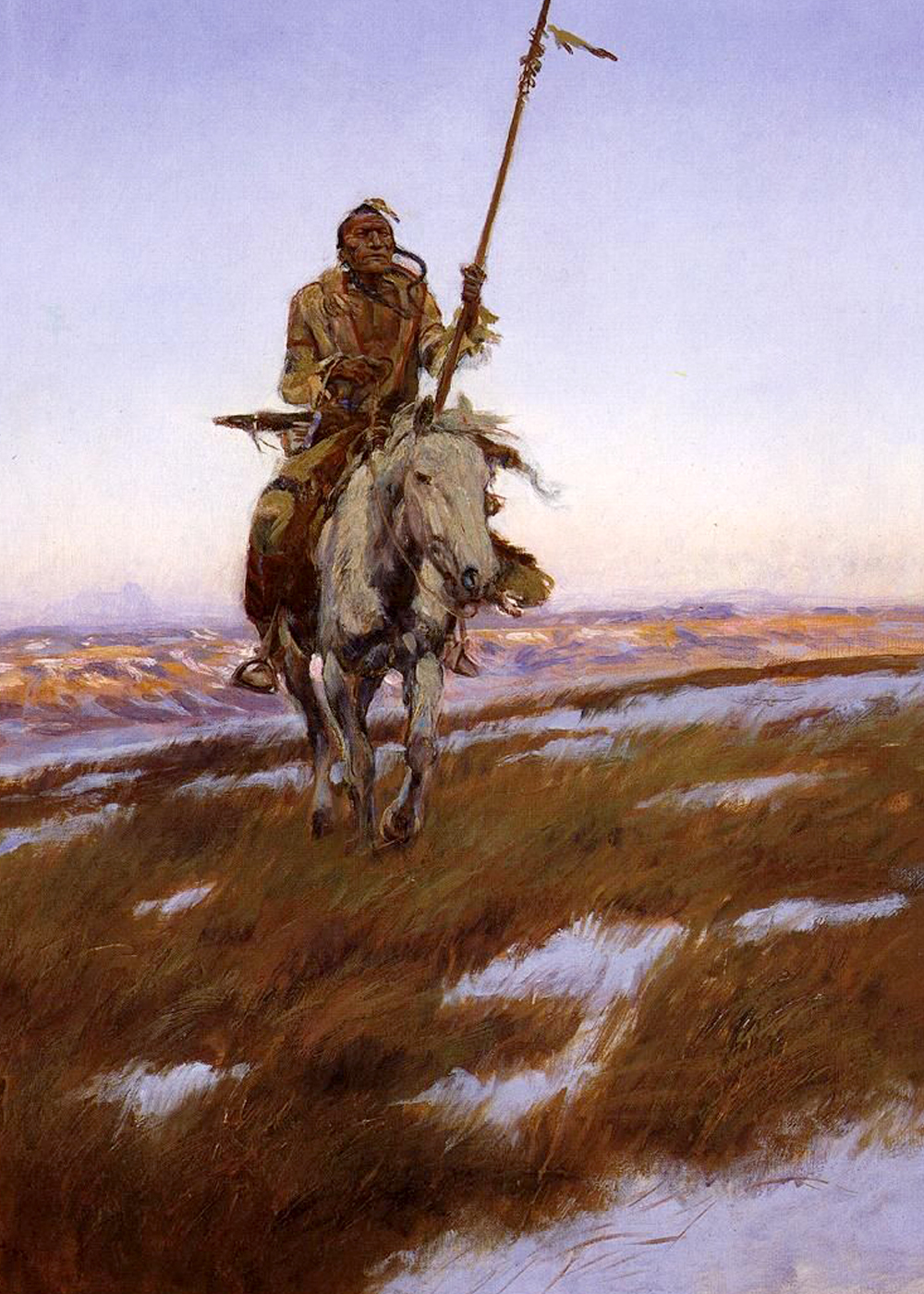
"Cree Indian"
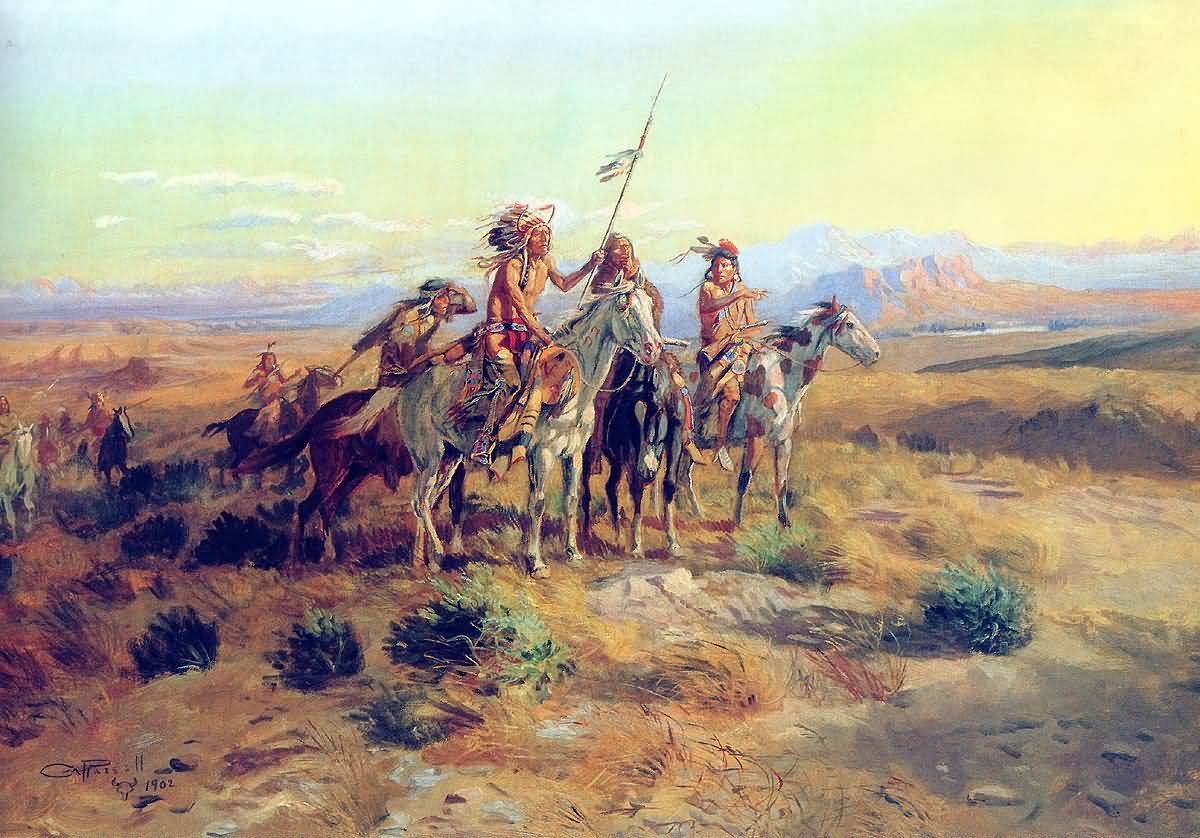
"The Scouts"
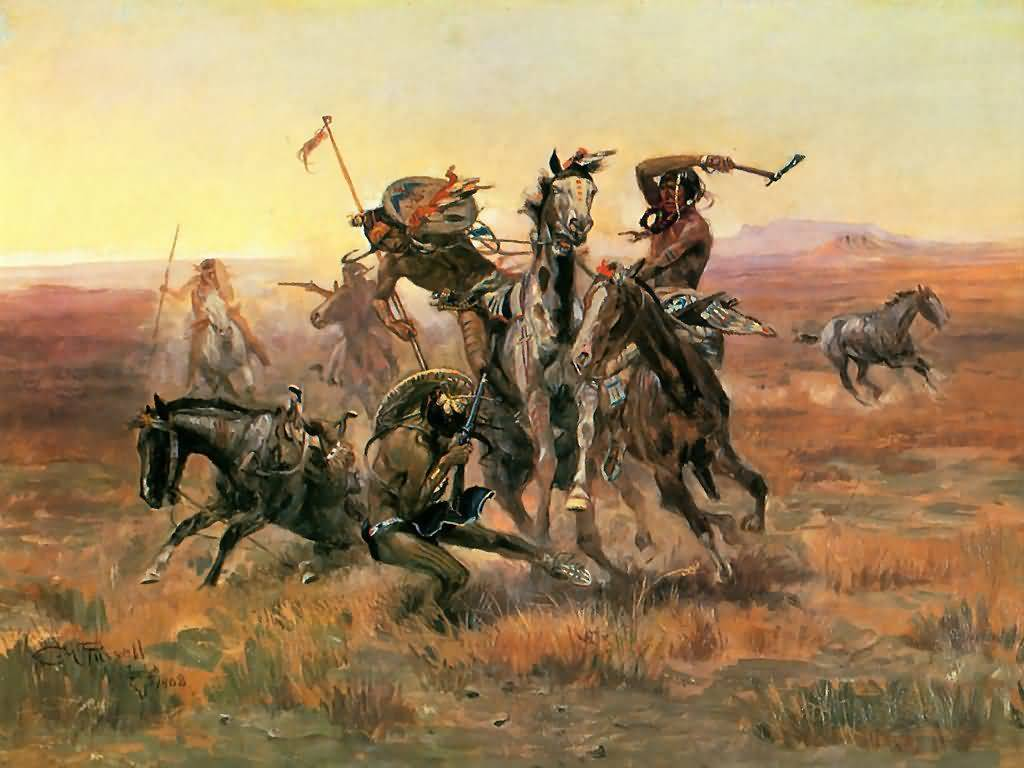
"When Blackfoot and Sioux Meet"
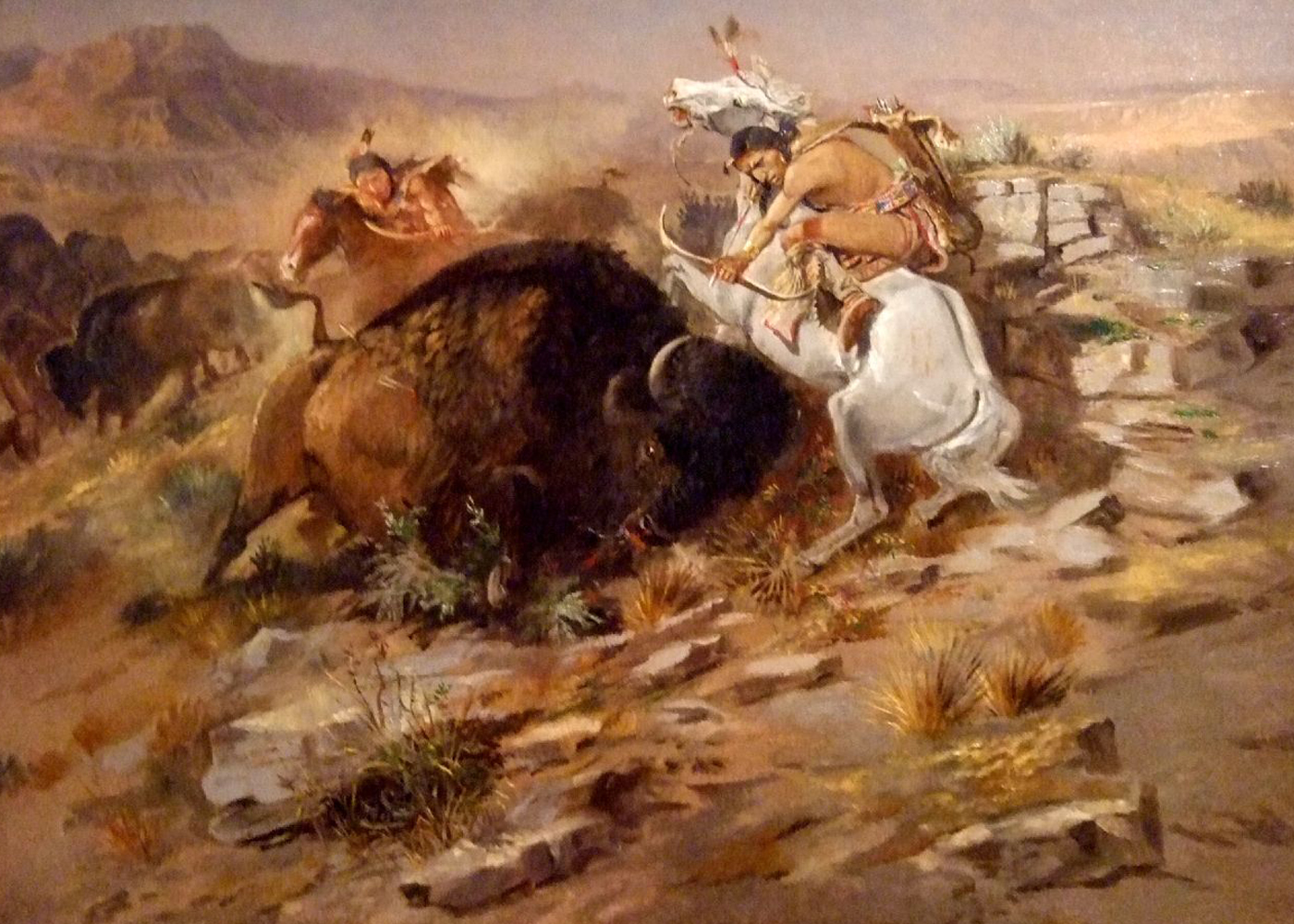
"Buffalo Hunt"

### Donne

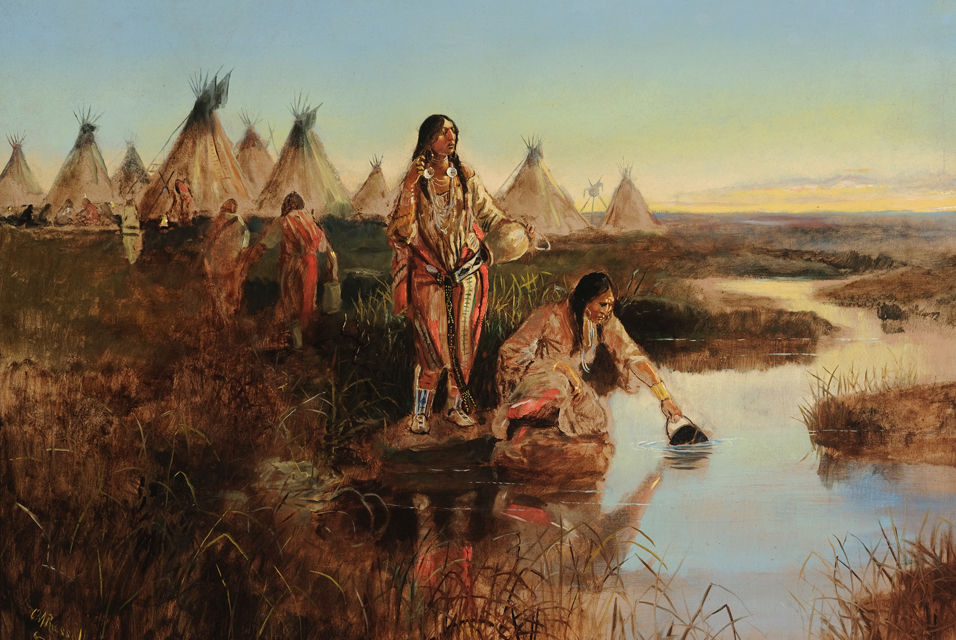
"Water for Camp," raffigurante la vita quotidiana delle donne native
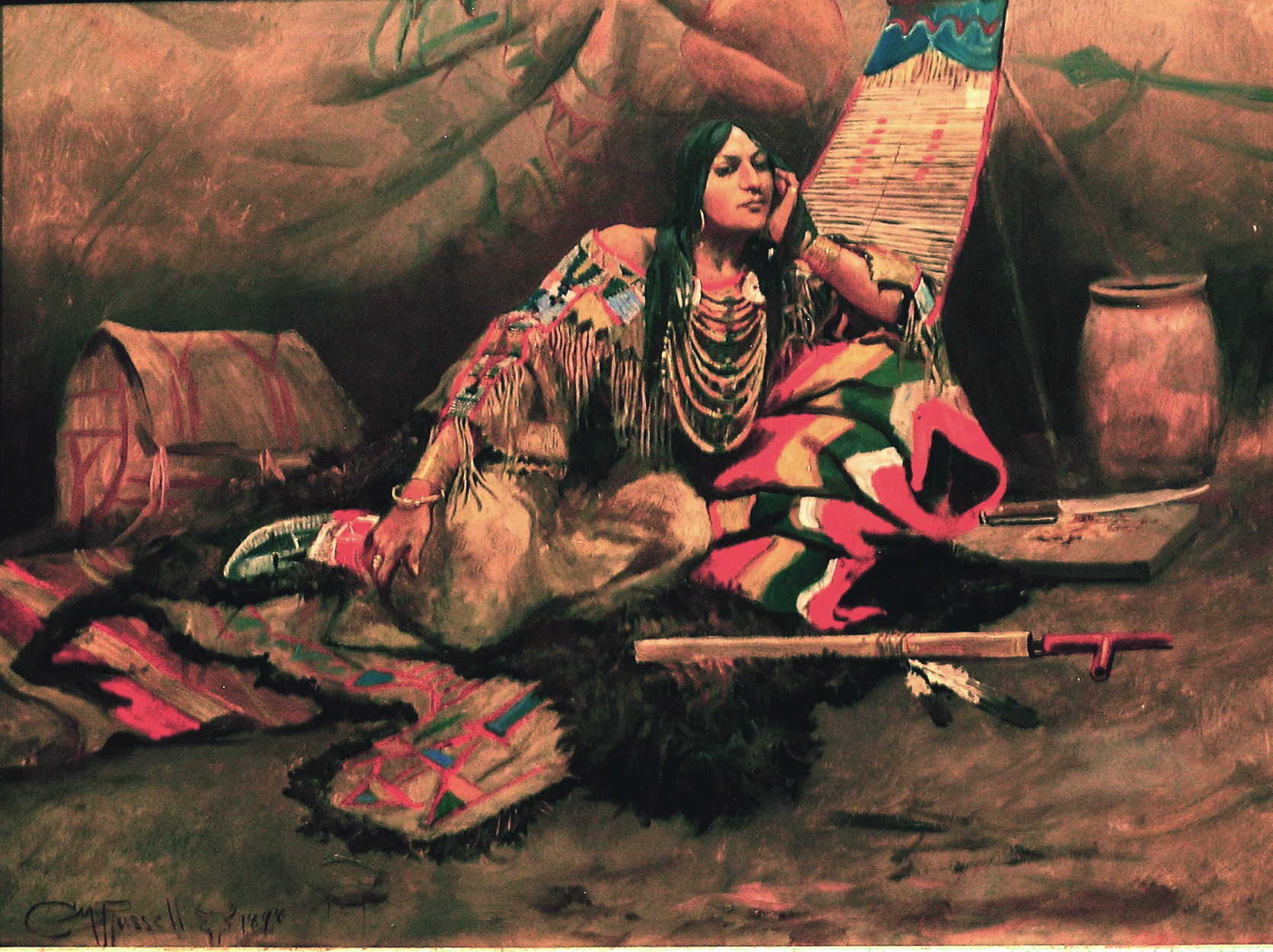
"Keeoma #3", una di una serie di dipinti "Keeoma" di donne native sensuali, anche se il modello fu la moglie Nancy
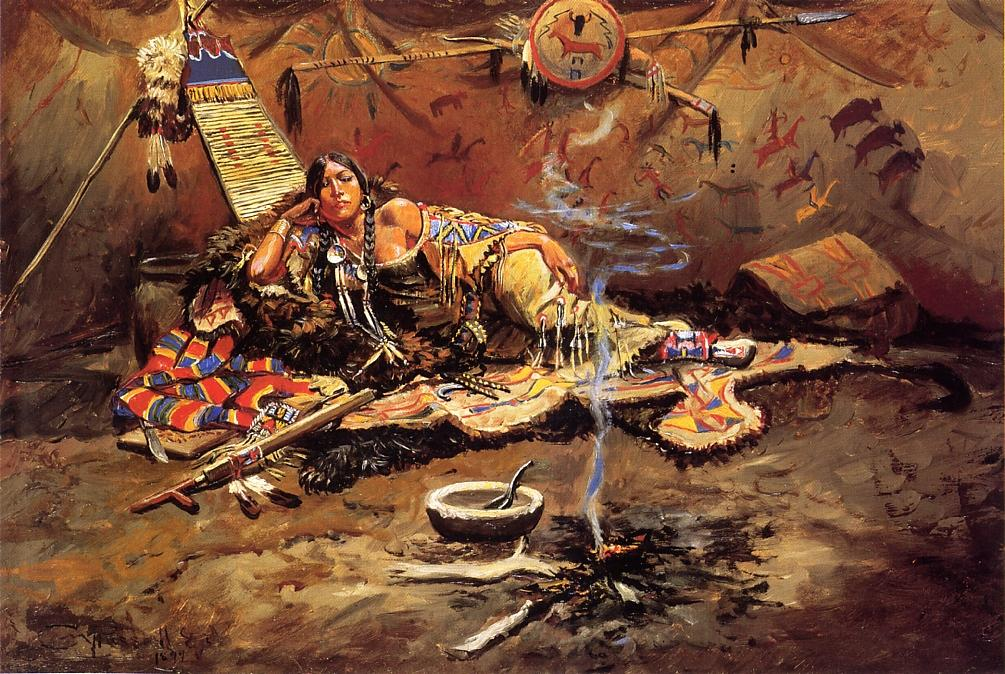
"Waiting and Mad", dipinto "Keeoma" non ufficiale, ma che alcuni considerano parte della serie
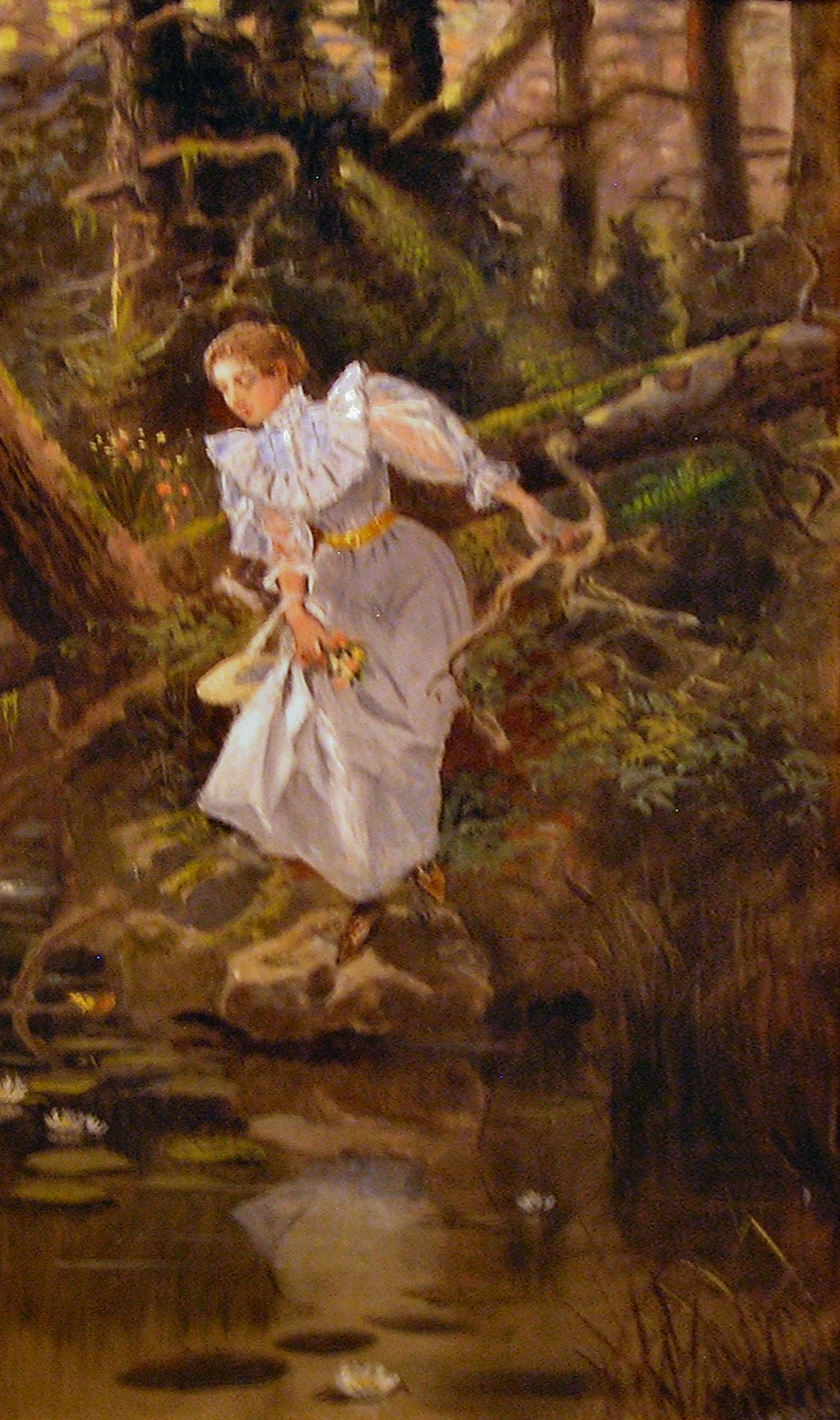
"Lolly," raffigurante una giovane vittoriana
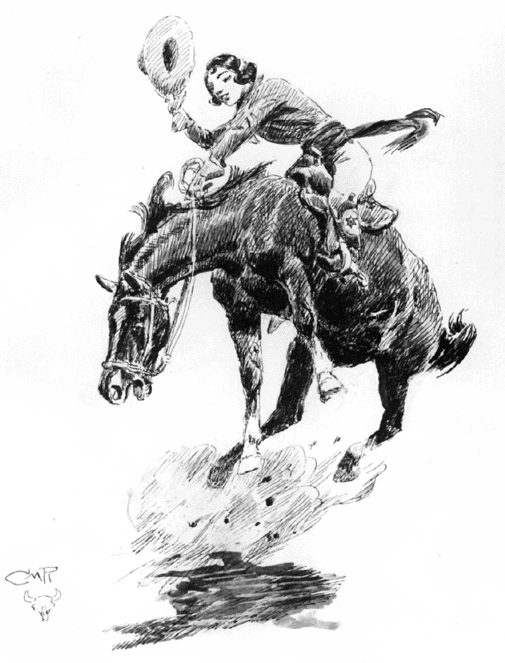
"Rodeo cowgirl"

### Altro

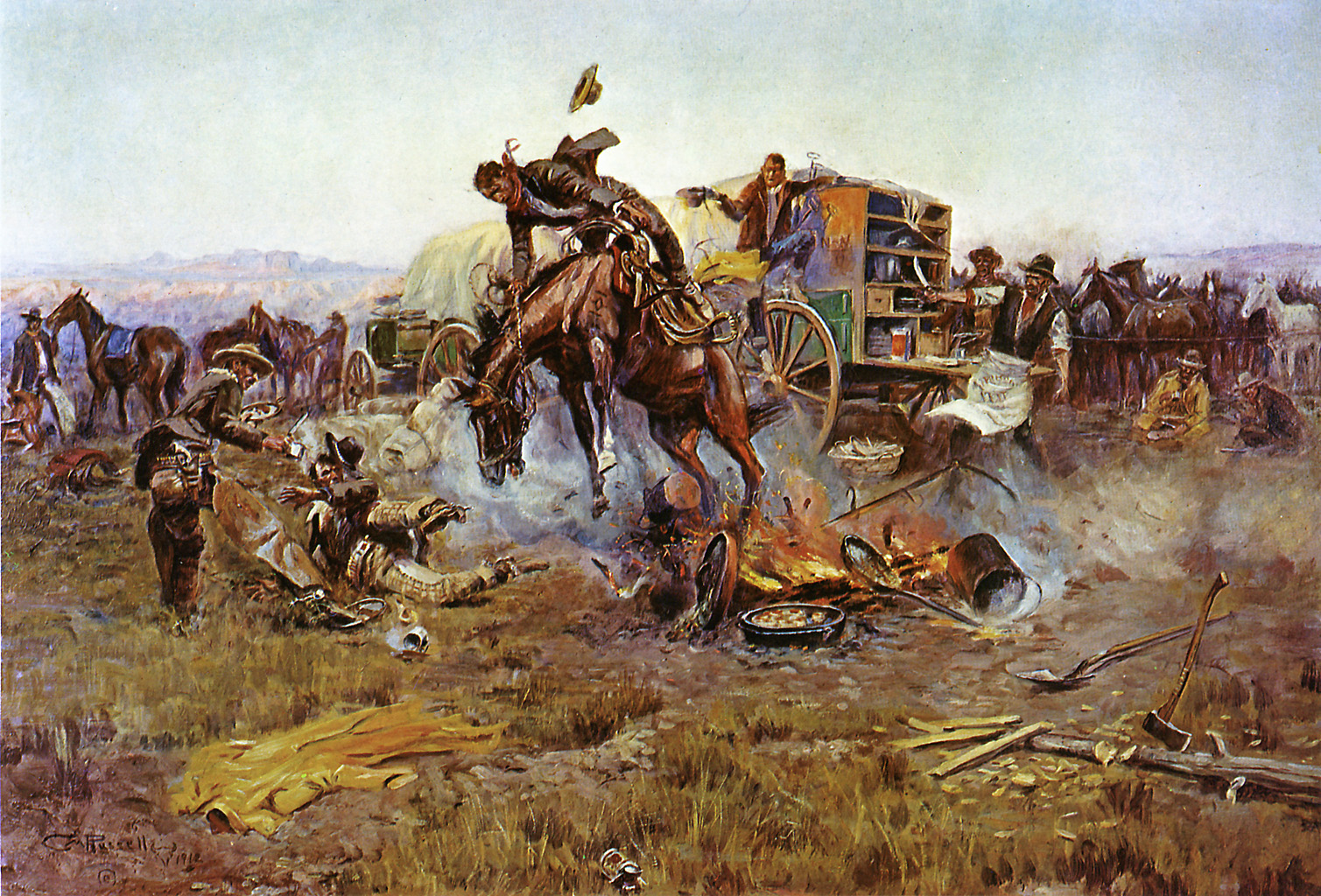
"Camp Cook's Troubles"
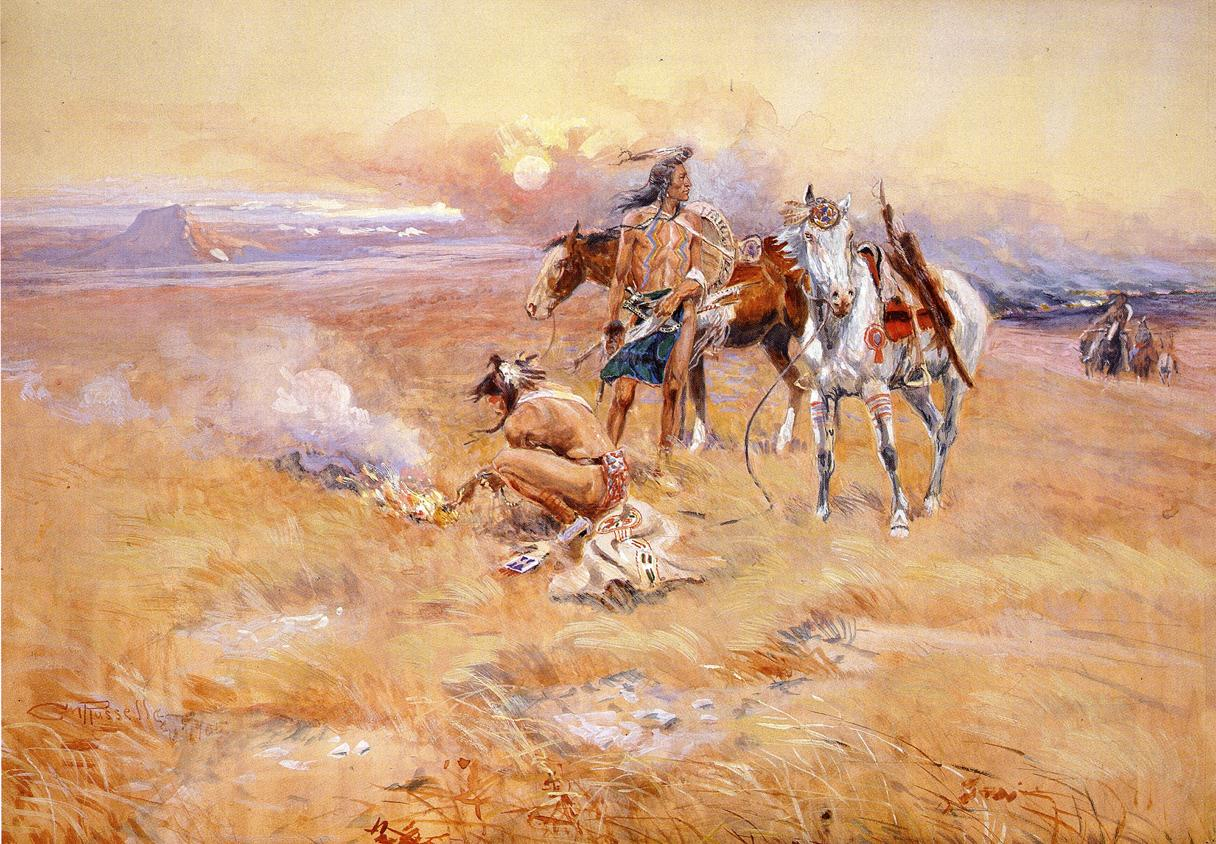
"Burning Crow Buffalo Range"
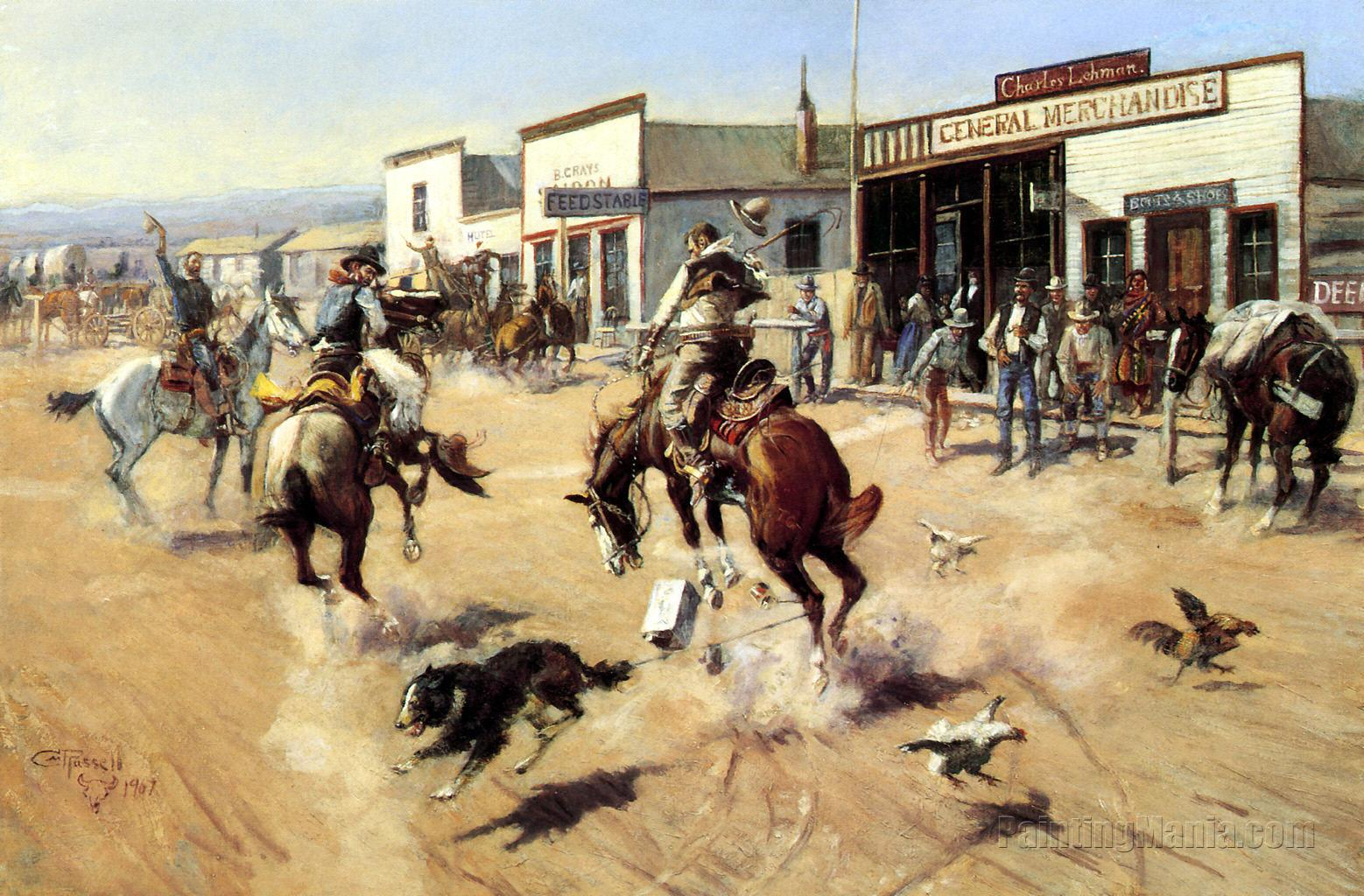
"A Quiet Day in Utica" noto anche come "Tinning a Dog" (1907). Raffigura Russell ed altri abitanti di Utica, in Montana
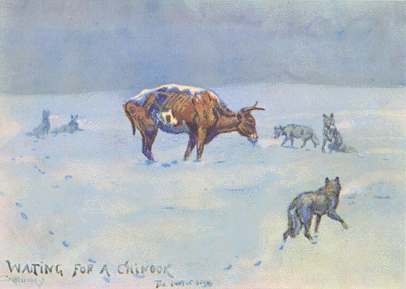
"Waiting for a Chinook," noto anche come "Last of the 5000". Una delle molte raffigurazioni dell'inverno del 1886-1887
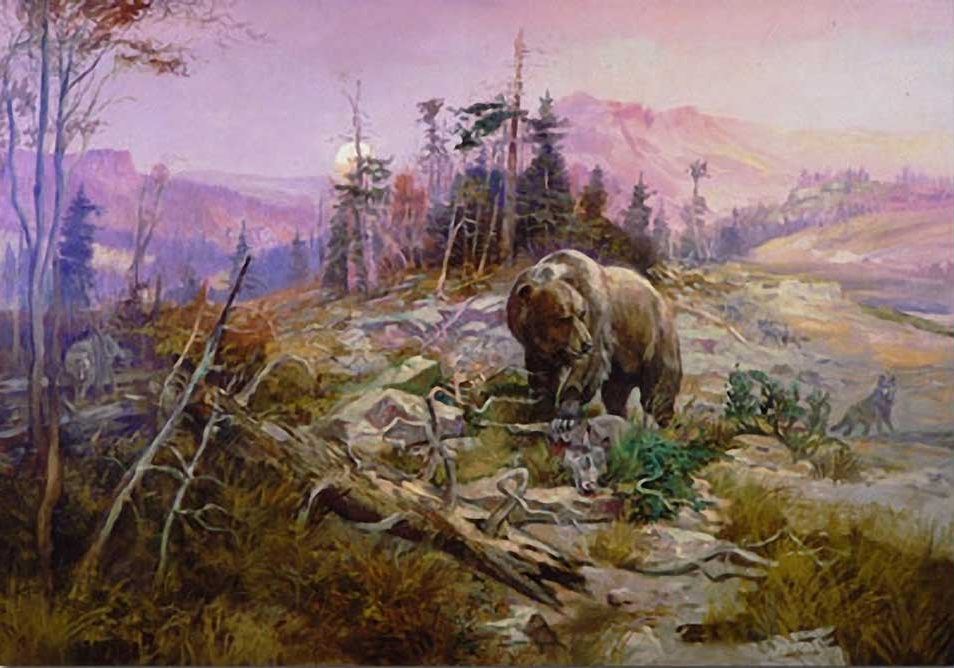
"To The Victor Belongs The Spoils"

### Eventi storici

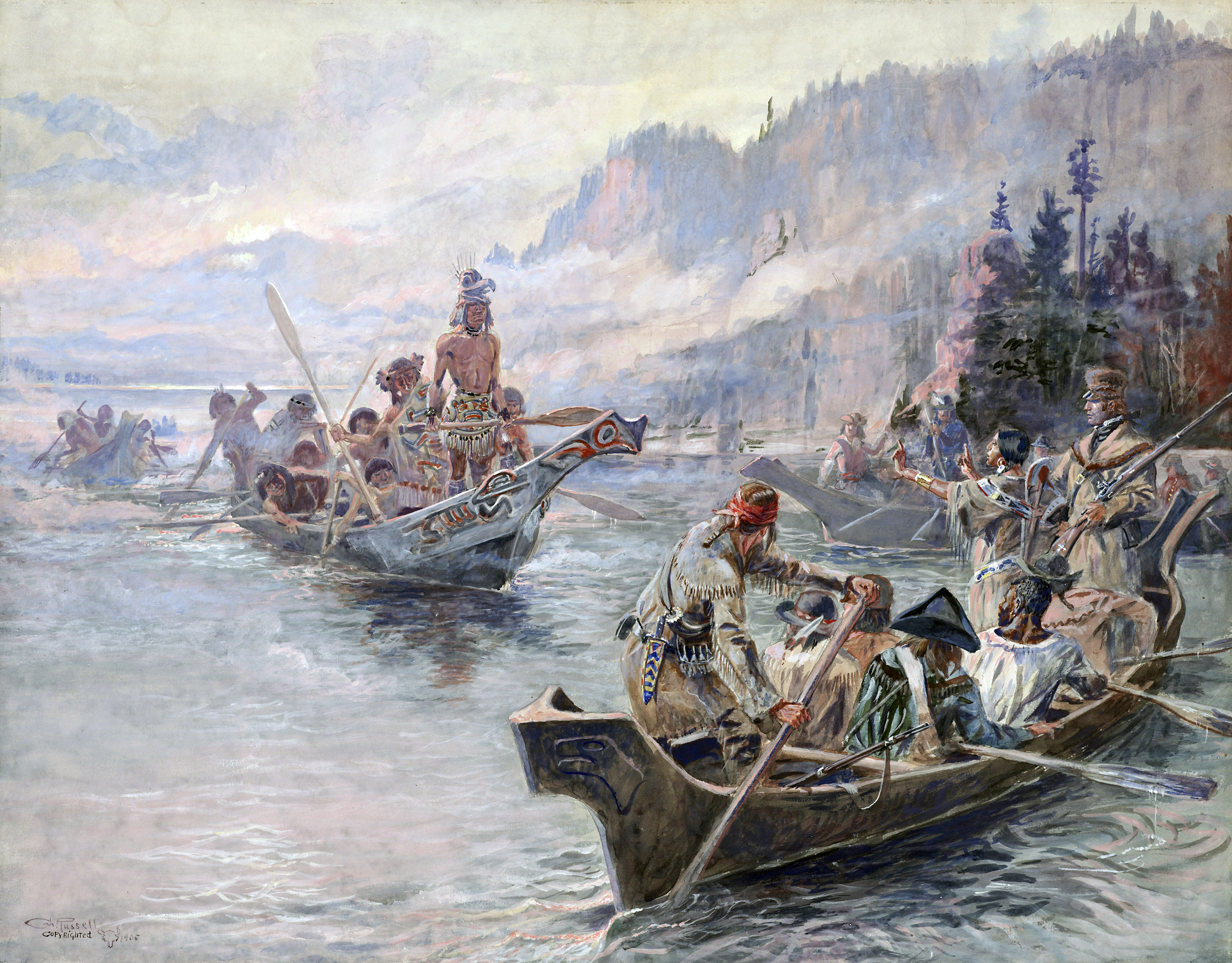
"Lewis and Clark on the Lower Columbia." Russell raffigurò molte fasi della Spedizione di Lewis e Clark
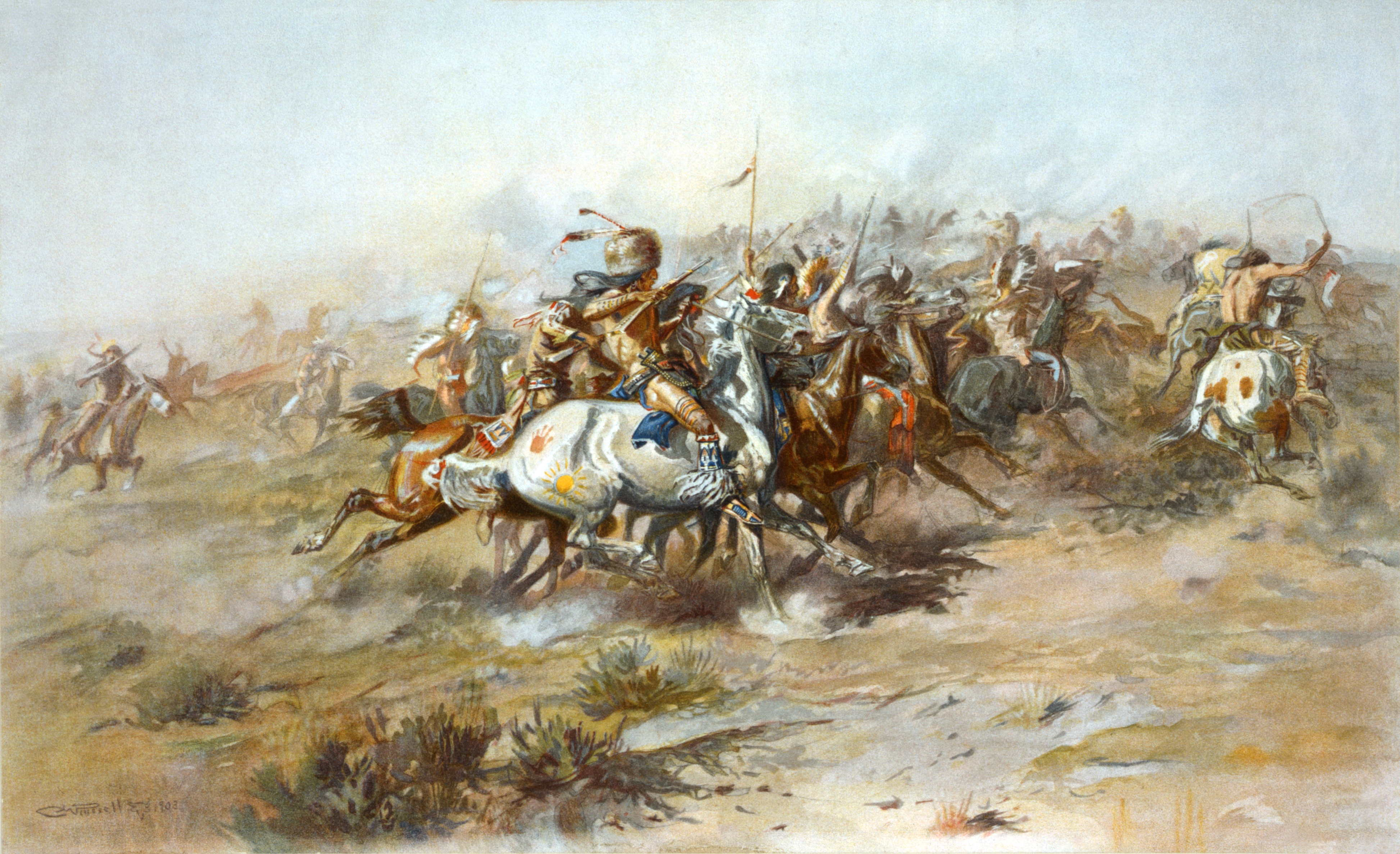
"The Custer Fight" (litografia, 1903). Raffigura la battaglia del Little Bighorn dal punto di vista dei guerrieri nativi
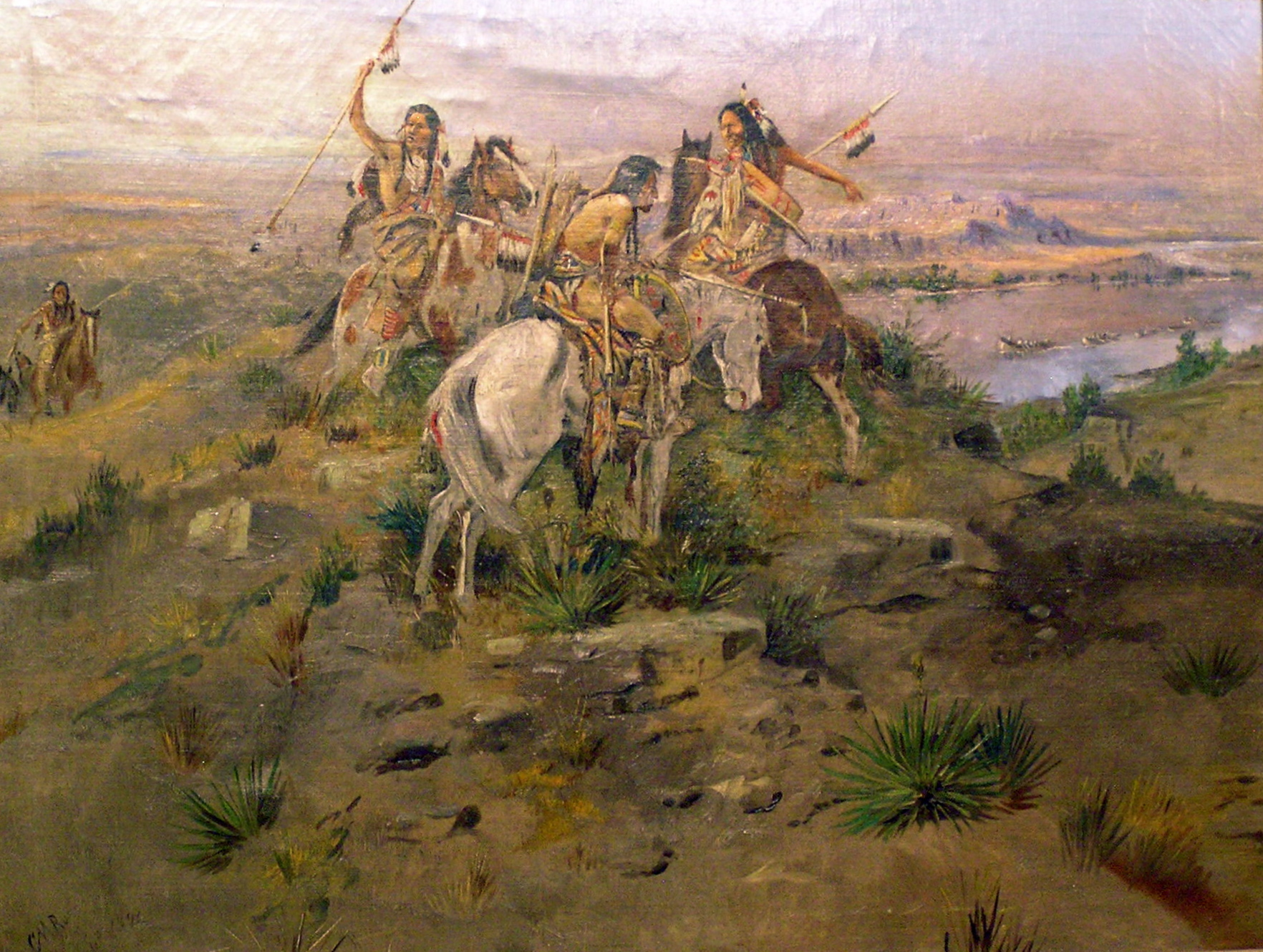
"The Indians discovering Lewis and Clark"